# Тесалиотидска и Фанариоферсалска епархия
Тесалиотидската и Фанариоферсалска епархия (на гръцки: Ιερά Μητρόπολις Θεσσαλιώτιδος και Φαναριοφερσάλων) е епархия на Църквата на Гърция със седалище в Кардица.
Диоцезът ѝ обхваща областта Аграфа с част от планините на Пинд, както и южната част на плодородното трикалско поле, като част от тесалийската равнина. Установимо от името ѝ епархията обхваща землищата на Фанари и Фарсала. 
Епископията на Фарсала е най-старата в Тесалия и датира още от средата на 4 век - началото на 5 век. Фарсалският епископ участва на събора в Ефес като представител на митрополията на Лариса. 
Епископията на Фанари от създаването на Охридската архиепископия сменява на няколко пъти юрисдикцията си, като повечето време е подчинена на гръцката митрополия в Лариса. Едва през 1821 г. двете епископии са обединени при понтифакта на Григорий V Константинополски и подчинени на митрополията в Лариса до май 1882 г., когато цялата тази територия преминава в диоцеза на църквата на Гърция. 
От 1910 г. е обособена самостоятелната Тесалиотидска и Фанариофарсалска епархия в рамките на църквата на Гърция.